# Gervaise Macquart
Représentations notables
Première :
- Marta Marquez : Gervaise Macquart
- Martha Mödl : Bazouga
- Markus Müller : Lantier

Gervaise Macquart, op. 119, est un opéra en deux actes de Giselher Klebe. Le livret est de sa femme Lore Klebe et est tiré du roman L'Assommoir d’Émile Zola.
L'opéra est créé le 10 novembre 1995 au Deutsche Oper am Rhein, Düsseldorf, Allemagne, sous la direction d’August Everding (de) avec Marta Marquez dans le rôle-titre, Martha Mödl dans le rôle de Bazouga et Markus Müller dans le rôle de Lantier,.